# 莉丽·左格拉芙
莉丽·左格拉芙（Λιλή Ζωγράφου，1922年—1998年），希腊女作家。出生于克里特岛的伊拉克列翁。在希腊和国外的大学攻读文学专业，毕业后作过记者。1949年开始发表文学作品，一生共创作了24本小说。